# Omicron minutum
Omicron minutum är en stekelart som först beskrevs av Fabricius 1804.  Omicron minutum ingår i släktet Omicron och familjen Eumenidae. Inga underarter finns listade i Catalogue of Life.